# كارين ألتر
كارين ألتر (بالإنجليزية: Karen Alter)‏ هي عالمة سياسة أمريكية، ولدت في 23 أكتوبر 1965 في شيكاغو في الولايات المتحدة.